# Henry Brockholst Livingston

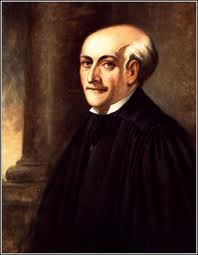
Henry Brockholst Livingston

Henry Brockholst Livingston (* 25. November 1757 in New York City; † 18. März 1823 in Washington, D.C.) war amerikanischer Jurist und Kämpfer im Amerikanischen Unabhängigkeitskrieg.

## Leben
Livingston wurde als Sohn von Susanna French und William Livingston geboren. Während des Unabhängigkeitskrieges war er Oberstleutnant.
Livingston, der an der Princeton University studiert hatte, war zunächst Richter am Obersten Gerichtshof des Staates New York, wo er für die berühmte Entscheidung Pierson v. Post von 1805 verantwortlich war. Zwei Jahre nach dieser Entscheidung ernannte ihn Präsident Thomas Jefferson zum Richter am Obersten Gerichtshof, wo er von 1806 bis 1823 tätig war. Während dieser Zeit folgte Livingston zumeist der Meinung des Vorsitzenden John Marshall.